# Chapelle Saint-Michel d'Homps
La chapelle Saint-Michel est une chapelle située à Homps, en France.

## Localisation
La chapelle est située sur la commune d'Homps, dans le département français de l'Aude.

## Historique
Ce lieu de culte est l'ancienne église paroissiale, datant du XIIe siècle, et remaniée aux XIIIe et XIVe siècles. Lorsqu'une nouvelle église a été construite au XIXe siècle, cet édifice a été racheté par un particulier pour éviter sa destruction. C'est devenu une chapelle privée.
L'édifice est inscrit au titre des monuments historiques en 1951.